# Sistema Alto Cotia
O Sistema Alto Cotia é um dos sistemas administrados pela SABESP, destinados a captação e tratamento de água para a Grande São Paulo.

## Características
O sistema está localizado no município de Cotia, dentro da reserva florestal Morro Grande, de propriedade e gestão da Sabesp, por isso sua água apresenta uma excelente qualidade. É composto pelos reservatórios Cachoeira da Graça (inaugurado em 1917), Pedro Beicht (inaugurado em 1937) e pela Estação de Tratamento de Água Morro Grande, e possui capacidade de armazenamento de cerca de 17 bilhões de litros.
A Represa Pedro Beicht é alimentada pelos rios Capivari e Cotia. A água armazenada passa por um canal natural até a Represa Cachoeira da Graça, onde a água é captada e encaminhada para a ETA Morro Grande, cuja capacidade é de 1,2 mil litros por segundo. Atualmente o complexo atende 360 mil pessoas de Cotia, Vargem Grande Paulista, Embu-Guaçu e parte de Embu das Artes.